# 알베르토 모라비아

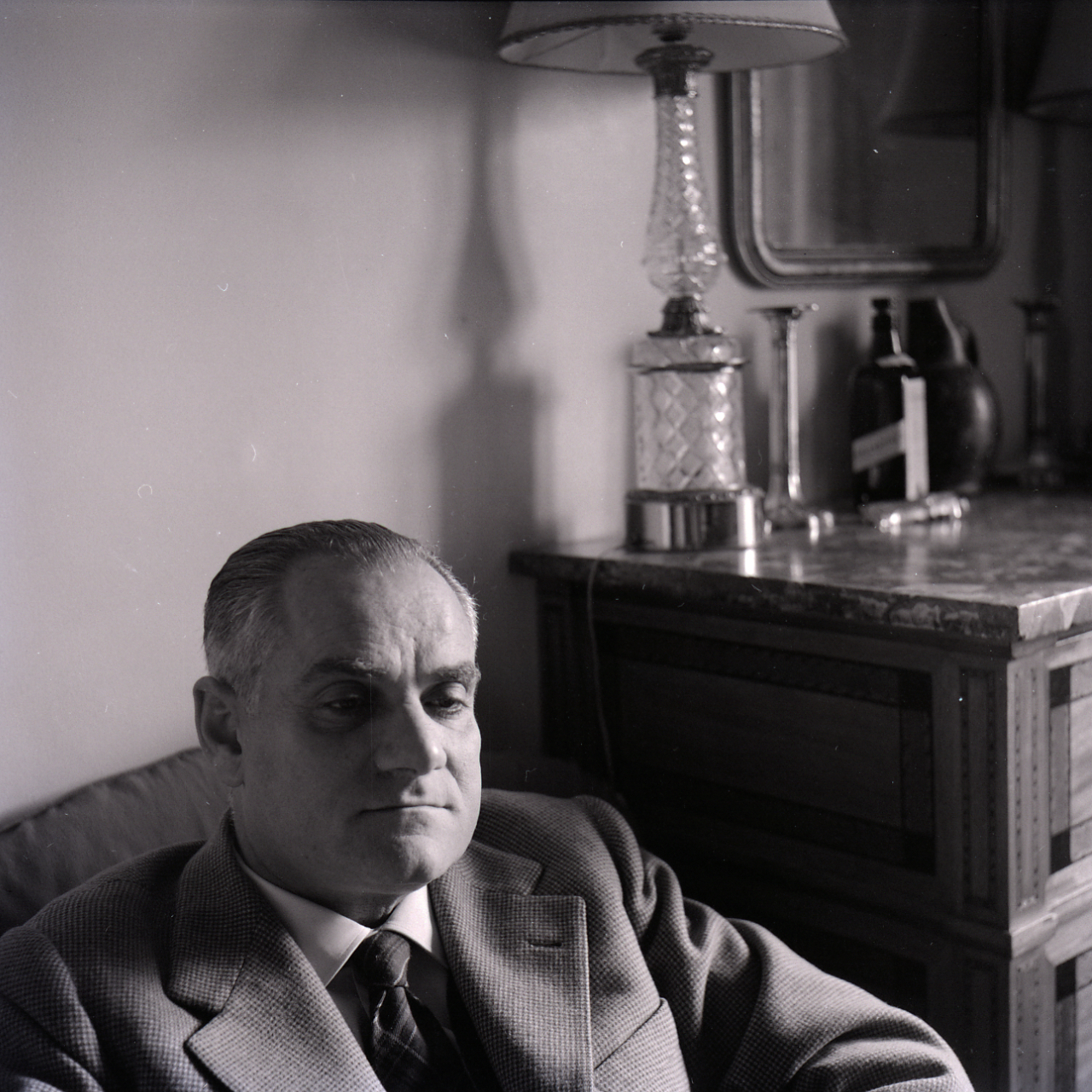

알베르토 모라비아(이탈리아어: Alberto Moravia 본명 알베르토 핀체를레 1907년 11월 28일 - 1990년 9월 26일)는 20세기 이탈리아의 선구적인 작가 중 하나이다. 그는 근대적 섹슈얼리티와 소외,실존주의등을 주제로 작품을 다루었다. 그는 반 파시스트 작품인 《Il conformista》(동조자, 순응주의자)로 유명하며, 이 때문에 파시스트 정권으로부터 탄압을 받았다. 그의 이 작품은 1970년대에 베르나르도 베르톨루치에 의해 동명의 제목하에 영화화되기도 하였다. 그밖에 그의 작품중 영화화된 것은 1963년 장뤼크 고다르의 《Contempt》, 비토리오 데 시카의 《La Ciociara》(두 여자)로 만들어진 《Il Disprezzo》(경멸)이 있다. 1959년부터 1962년까지 국제펜클럽 회장을 역임했고, 1967년에는 한국, 중국, 일본의 3국을 방문한 바 있다.

## 같이 보기
- 르 몽드가 선정한 세기의 도서 100권